# ジェセル
ジェセル（Djoser, 生没年不明）は、エジプト第3王朝のファラオ（第2代目）。在位は紀元前2668年から紀元前2649年。

## 概要
出生については諸説あり、先代サナクトの弟説や、サナクトとニマアトハピ（先々代カセケムイの娘）との子供説があるが、ジェセルの別名ネチェリケトとは「神の肉体」を意味し、ジェセルは「聖なる」という意味の接頭語であることもあり、彼の死後、王位継承者により神聖性がアピールされている事を考えると王弟説が信憑性を帯びて来る。
　なお、ジェセルは即位時の名称ではなく、階段ピラミッドなどにつけられた名はいずれもネチェリケトである。最初にジェセルという名が発見されたのは、彼の階段ピラミッドであったが、実際にはそのジェセルという名はエジプト新王国時代に書かれたものだった。両者が同一人物だと確認されたのは、アスワンのセヘル島にある「飢饉の碑」の碑文であり、第3王朝時代の日付のある部分にジェセルの名が刻まれている。
　ジェセルの時代、エジプトはシナイ半島の鉱物資源によって得た富を用いて勢力拡大に乗り出し、南方のアスワン付近まで進出した。先のセヘル島の碑文も、勢力の拡大を示している。
　トート神の神官であった、イムホテプを宰相として登用。ナイル川の渇水により飢饉となった際、ジェセルはイムホテプに下問すると、｢ナイル川の水源の主であるクヌムの神殿に土地を寄進すれば再びナイル川は氾濫するであろう」と答えたという。また、史上初のピラミッドとも言われる階段ピラミッドをサッカラに建立させた（ジェセル王のピラミッド)。